# Swanton (Ohio)
Swanton ist ein Village im Fulton County und im Lucas County im US-Bundesstaat Ohio. Das U.S. Census Bureau hat bei der Volkszählung 2020 eine Einwohnerzahl von 3897 mit einem Durchschnittsalter von 38,1 Jahren ermittelt.

## Geographie
Swanton liegt 40 km westlich von Toledo im Nordwesten von Ohio. Nördlich des Ortes verläuft die Interstate 80. Der Flughafen Toledo Express liegt 8 km östlich von Swanton.
Das Gebiet des Village erstreckt sich über 8,9 km2.

## Geschichte
Swanton wurde am 19. Februar 1883 gegründet. Der Name des Village stammt vom nahegelegenen Swan Creek.
In der Blütezeit der Dampfkraft war in Swanton die A. D. Baker Company ansässig, ein Hersteller von dampfbetriebenen Zugmaschinen und Ausrüstung für Straßenbauunternehmen. Bei der Baker Company in Swanton wurde die Baker-Steuerung, eine verbessertere Dampfmaschinensteuerung, entwickelt.